# Station Krynka Łukowska
Station Krynka Łukowska is een spoorwegstation in de Poolse plaats Krynka.